# Winzergenossenschaft Hambacher Schloß
Die Winzergenossenschaft Hambacher Schloß, alternativ Lichtenbergersches Anwesen genannt, ist ein denkmalgeschütztes Anwesen in Neustadt an der Weinstraße.

## Lage
Das Objekt befindet sich innerhalb des Stadtteils Hambach an der Weinstraße unmittelbar an der Deutschen Weinstraße.

## Geschichte
Beim Gebäude handelte es sich ursprünglich um das Weingut von Karl Theodor Lichtenberger, das 1847 errichtet wurde, daher die Alternativbezeichnung „Lichtenbergersches Anwesen“. Im zugehörigen Lustgarten gegenüber waren im Laufe der Jahre mehrfach die bayerischen Könige Maximilian II. Joseph und
Ludwig II. zu Gast. 1899 wurde es von seinen Erben an die damalige Gemeinde Hambach verkauft. Seit 1902 fungiert es als Sitz der Winzergenossenschaft Hambacher Schloß. Nach einem Brand, der sich 1949 ereignete, folgte die Gestaltung der Gaststätte durch Georg Vorhauer.
Im Laufe der 2000er Jahre wurde am Gebäude – wie bei vielen anderen innerhalb von Hambach – eine Infotafel mit der Überschrift Winzergenossenschaft Hambacher Schloß angebracht, die einen geschichtlichen Abriss über das Gebäude enthält. Das Gebäude war außerdem Drehort für die in den Jahren 2018 und 2019 laufende Fernsehserie Weingut Wader.

## Architektur
Beim Bauwerk handelt es sich um einen stattlichen klassizistischen Walmdachbau mit Drempel; die Ökonomie fiel dreiflügelig aus.